# Клінтон (округ Клінтон, Нью-Йорк)
Клінтон (англ. Clinton) — місто (англ. town) в США, в окрузі Клінтон штату Нью-Йорк. Населення — 652 особи (2020).

## Демографія
Згідно з переписом 2010 року, у місті мешкало 737 осіб у 295 домогосподарствах у складі 198 родин. Було 395 помешкань
Расовий склад населення:
| - 96,2 % — білих - 0,5 % — азіатів - 0,3 % — корінних американців - 0,3 % — чорних або афроамериканців |

До двох чи більше рас належало 2,4 %. Частка іспаномовних становила 0,8 % від усіх жителів.
За віковим діапазоном населення розподілялося таким чином: 22,7 % — особи молодші 18 років, 60,9 % — особи у віці 18—64 років, 16,4 % — особи у віці 65 років та старші. Медіана віку мешканця становила 41,5 року. На 100 осіб жіночої статі у місті припадало 104,2 чоловіків;  на 100 жінок у віці від 18 років та старших — 102,8 чоловіків також старших 18 років.
Середній дохід на одне домашнє господарство  становив 61 712 долари США (медіана — 42 188), а середній дохід на одну сім'ю — 76 345 доларів (медіана — 68 333). Медіана доходів становила 46 875 доларів для чоловіків та 40 625 доларів для жінок. За межею бідності перебувало 16,8 % осіб, у тому числі 12,5 % дітей у віці до 18 років та 14,3 % осіб у віці 65 років та старших.
Цивільне працевлаштоване населення становило 303 особи. Основні галузі зайнятості: освіта, охорона здоров'я та соціальна допомога — 25,7 %, публічна адміністрація — 15,5 %, роздрібна торгівля — 11,9 %, будівництво — 9,6 %.